# Rose d'Or
El Festival Rosa de Oro,en francés: Rose d'Or, es un premio suizo otorgado a los mejores espacios de televisión y entretenimiento. Se celebra cada año desde 1961, cuando se otorgaba un único premio al mejor programa del año y desde 2004 existen varias categorías. Se celebra en Lucerna, Suiza, y está enfocado en programas de entretenimiento y series.

## Historia
El festival fue fundado en 1961 por el suizo Marcel Bezençon. Su idea fue organizarlo para encontrar nuevos formatos de entretenimiento, procedentes de otros países, por los que las cadenas de televisión suizas se podrían interesar para su programación. La primera edición se organizó el 27 de mayo en Montreux, y el premio fue para The Black and White Minstrel Show de la BBC. Más tarde, fue adquiriendo una mayor fama internacional (especialmente en Europa) y los formatos premiados comenzaron a aparecer en la programación de otras cadenas internacionales.
Con el crecimiento del festival, en 2004 se decide hacer una renovación del mismo. La sede pasa de Montreux a Lucerna y se añaden nuevas categorías para aumentar la participación de otros países y formatos.

## Formato
Desde 2004 existen varias categorías, premiadas todas ellas con una Rosa Dorada. Anteriormente solo había una categoría, y los vencedores de otras categorías se llevaban premios menores de rosas de plata y bronce. 
Además de los premios otorgados por el jurado, que está formado por profesionales del sector, la prensa concede un galardón al formato más innovador, y hay un premio especial al mejor espacio del año. Aproximadamente cuarenta países participan de forma habitual, aunque el número ha aumentado debido a que la Rose d'Or se ha convertido en uno de los principales puntos de venta internacionales para la compra de formatos de televisión.

## Premios españoles
- 1968: Historias de la frivolidad, TVE. Chicho Ibáñez Serrador.
- 1974: Don Juan, TVE. Antonio Mercero.
- 1994: Sevillanas, Sogepac.
- 1997: La parodia nacional, Antena 3. Constantino Romero
- 1998: Crónicas marcianas, Telecinco. Javier Sardá
- 2009: El hormiguero, Cuatro. Categoría de "mejor programa de entretenimiento".
- 2010: Web oficial de Águila Roja, RTVE. Categoría de "mejor contenido multiplataforma".
- 2019: Arde Madrid, Movistar+. Categoría "Dramedia".[2]
- 2021: Dos vidas, TVE. Categoría de "mejor serie diaria".[3]